# Ctenoplusia signata
Ctenoplusia signata är en fjärilsart som beskrevs av John Henry Leech. Ctenoplusia signata ingår i släktet Ctenoplusia och familjen nattflyn. Inga underarter finns listade i Catalogue of Life.